# Boom Trikes
Boom Trikes (Eigenschreibweise BOOM TRIKES) war ein Trike-Hersteller mit Sitz in Sontheim an der Brenz.

## Geschichte
Im September 1989 begann der Bau erster Prototypen. Am 29. Januar 1990 wurde die Einzelfirma BOOM Exklusivfahrzeuge von Christine und Wolfgang Merkle, sowie Hermann Böhm gegründet, die später zur BOOM TRIKES Fahrzeugbau GmbH wurde. Nach einem Umzug war der Firmensitz seit 1992 im schwäbischen Sontheim/Brenz.
Das erste Trike, die Serie Highway I, war mit Breitreifen und dem Motor eines VW Käfer ausgestattet. 1992 wurde die Serie Highway II auf der Internationalen Automobilausstellung in Frankfurt vorgestellt.
Ab 1997 war die Firma als erster Trike-Hersteller nach DIN EN ISO 9001 zertifiziert. 1998 wurde die EU-Zulassung für alle Boom-Modelle erreicht, so dass eine Zulassung innerhalb der EU möglich wurde.
Außerhalb Europas lieferte Boom auch in fast alle Länder der Welt Fahrzeuge aus.
Zum 30. Juni 2022 wurde der Geschäftsbetrieb eingestellt.

## Technik
2017 stellte Boom Trikes auf der IAA in Frankfurt das weltweit serienmäßig schnellste Trike mit einem neuen 2,0-l-Turbo-Motor und einer maximalen Geschwindigkeit von 216 km/h vor, sowie das rein elektrisch betriebene Freizeitfahrzeug e-Cruiser.

## Bildergalerie

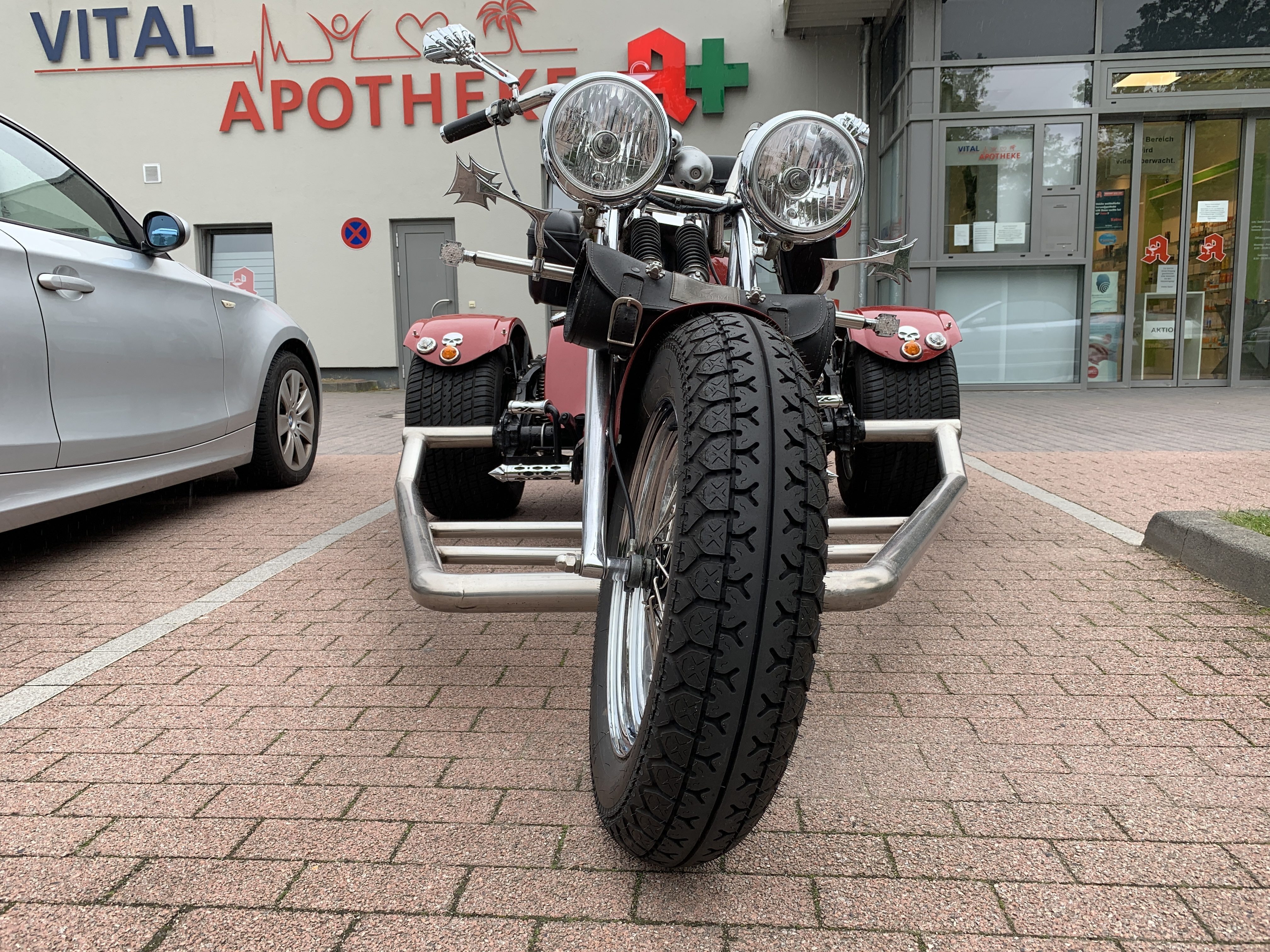
Frontansicht
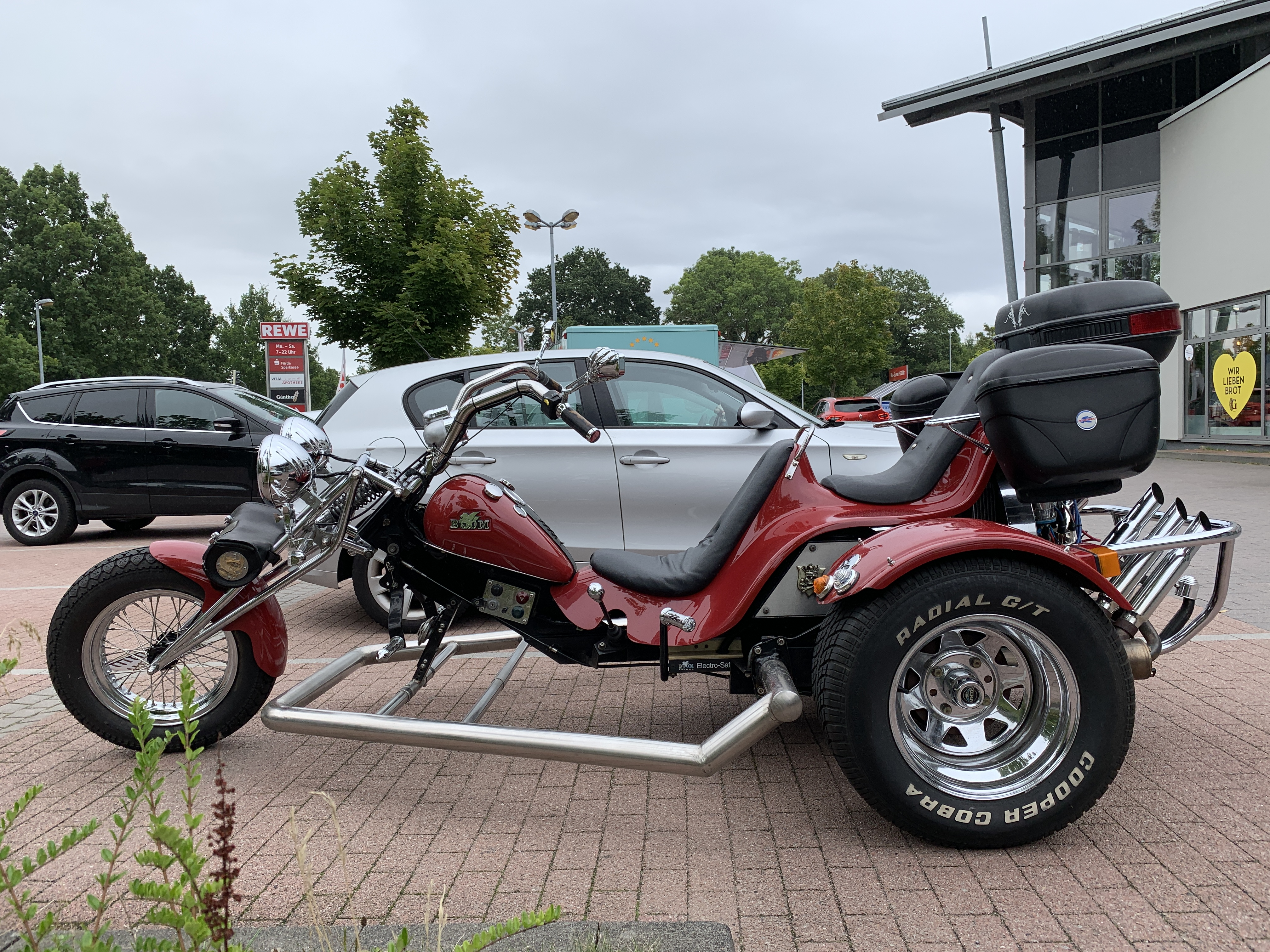
Seitenansicht
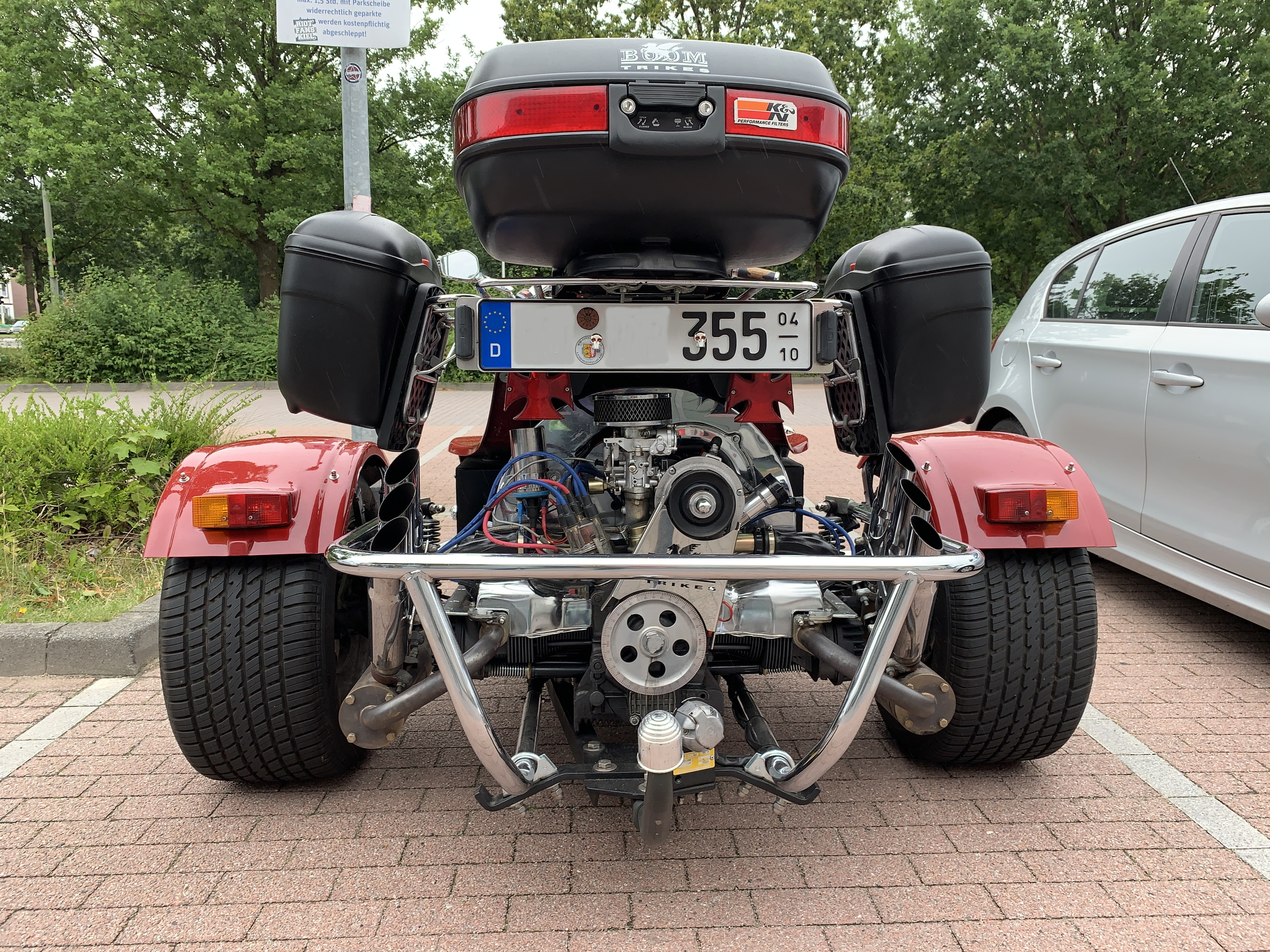
Heckansicht (Motor)
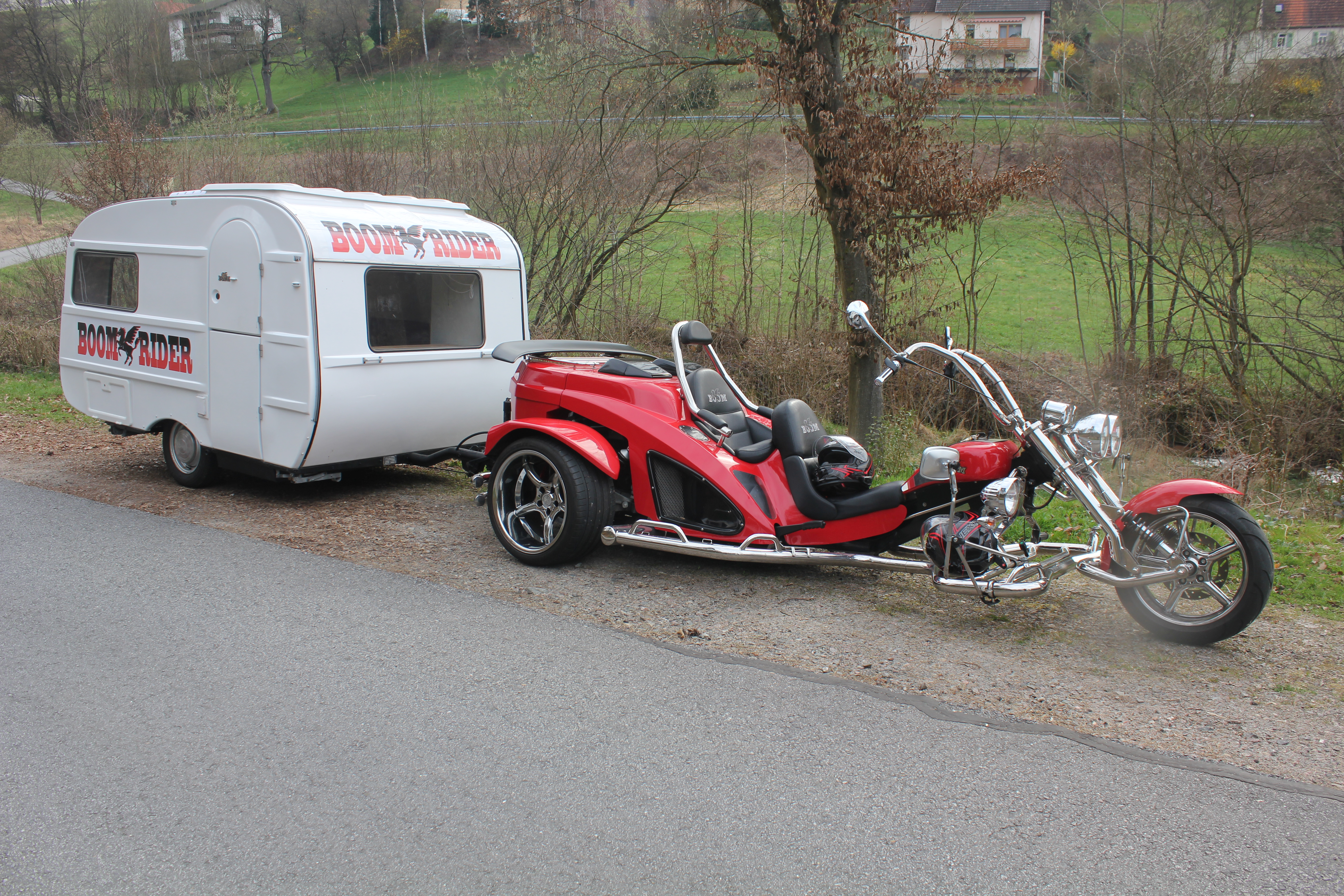
Boom Mustang mit Wohnanhänger